# Gediminas Bagdonas
Gediminas Bagdonas (ur. 26 grudnia 1985 w Szawlach) – litewski kolarz szosowy.

## Najważniejsze osiągnięcia
2004
- 3. miejsce w mistrzostwach Litwy (jazda ind. na czas)

2005
- 3. miejsce w Olympia's Tour

2006
- 3. miejsce w mistrzostwach Litwy (jazda ind. na czas)

2007
- 1. miejsce w mistrzostwach Litwy (jazda ind. na czas)

2008
- 5. miejsce w Dookoła Mazowsza

2009
- 1. miejsce w Memorial Philippe Van Coningsloo
- 2. miejsce w mistrzostwach Litwy (start wspólny)

2010
- 4. miejsce w Tartu GP

2011
- 1. miejsce w An Post Rás
  - 1. miejsce na 2. i 4. etapie
- 1. miejsce w Ronde de l'Oise
  - 1. miejsce w klasyfikacji punktowej
  - 1. miejsce na 2. etapie
- 1. miejsce w mistrzostwach Litwy (jazda ind. na czas)
- 2. miejsce w mistrzostwach Litwy (start wspólny)
- 1. miejsce na prologu i 1. etapie Baltic Chain Tour
- 1. miejsce na 7. etapie Tour of Britain

2012
- 3. miejsce w Omloop van het Waasland
- 2. miejsce w Rund um Köln
- 1. miejsce w Ronde van Noord-Holland
- 2. miejsce w Omloop der Kempen
- 1. miejsce w klasyfikacji punktowej An Post Rás
  - 1. miejsce na 3. i 8. etapie
- 1. miejsce w Memorial Philippe Van Coningsloo
- 3. miejsce w mistrzostwach Litwy (jazda ind. na czas)
- 1. miejsce w mistrzostwach Litwy (start wspólny)
- 1. miejsce w Baltic Chain Tour
  - 1. miejsce na 2., 4. i 5. etapie

2013
- 2. miejsce w mistrzostwach Litwy (jazda ind. na czas)

2014
- 1. miejsce w klasyfikacji sprinterskiej Quatre Jours de Dunkerque
- 3. miejsce w mistrzostwach Litwy (jazda ind. na czas)

2015
- 2. miejsce w mistrzostwach Litwy (jazda ind. na czas)
- 6. miejsce w Paryż-Bourges

2017
- 2. miejsce w mistrzostwach Litwy (jazda ind. na czas)
- 2. miejsce w mistrzostwach Litwy (start wspólny)

2018
- 1. miejsce w mistrzostwach Litwy (jazda ind. na czas)
- 1. miejsce w mistrzostwach Litwy (start wspólny)

2019
- 1. miejsce w mistrzostwach Litwy (jazda ind. na czas)
- 5. miejsce w igrzyskach europejskich (jazda ind. na czas)

2020
- 1. miejsce w mistrzostwach Litwy (start wspólny)
- 2. miejsce w mistrzostwach Litwy (jazda ind. na czas)

## Rankingi
| Rok             | 2009 | 2010 | 2011 | 2012 | 2013 | 2014 | 2015 | 2016 | 2017 | 2018 | 2019 | 2020 |
| --------------- | ---- | ---- | ---- | ---- | ---- | ---- | ---- | ---- | ---- | ---- | ---- | ---- |
| UCI World Tour  |      |      |      |      | -    | -    | -    | -    | 298. | 381. |      |      |
| World Ranking   |      |      |      |      |      |      |      | 775. | 486. | 243. | 601. | 293. |
| UCI Europe Tour | 231. | 417. | 50.  | 11.  |      |      |      | 533. | 343. | 111. | 453. | 241. |
|                 |      |      |      |      |      |      |      |      |      |      |      |      |
| Źródło: UCI     |      |      |      |      |      |      |      |      |      |      |      |      |